# Empidoidea
Super-famille
Les Empidoidea sont une super-famille de diptères brachycères asilomorphes. Ils se répartissent en cinq familles et deux genres non placés (Gondwanamyia et Homalocnemis).

## Familles
Atelestidae - Brachystomatidae - Dolichopodidae - Empididae - Hybotidae